# 施托尔策瑙
施托尔策瑙是德国下萨克森州的一个市镇。总面积64.88平方公里，总人口7355人，其中男性3627人，女性3728人（2011年12月31日），人口密度113人/平方公里。